# Наезд (фильм)
«Наезд» (англ.  Hit and Run) — фильм нуар режиссёра Гуго Гааса, который вышел на экраны в 1957 году.
Фильм рассказывает о преуспевающем владельце автомастерской средних лет Гасе Хелмере (Гуго Гаас), который женится на молодой блондинке Джули (Клео Мур). Некоторое время у Джули начинается роман с привлекательным работником мастерской Фрэнком (Винс Эдвардс). Фрэнк решает избавиться от Гаса и умышленно сбивает его на машине, однако, как выясняется некоторое время спустя, сбитым оказывается не Гас, а его брат-близнец.
Современные киноведы раскритиковали фильм за слабый сюжет, неинтересную постановку и неумелую игру Гааса и Мур в главных ролях. Вместе с тем, на примере этого фильма «Голливуд Репортер» высоко оценил вклад Гааса в кинобизнес как работоспособного и целеустремлённого художника, способного создавать адекватные картины практически на нулевом бюджете.
В этом фильме Клео Мур сыграла свою последнюю роль в кино.

## Сюжет
Однажды в ресторане небольшого калифорнийского городка мужчина средних лет Гас Хилмер (Гуго Гаас) после просмотра программы варьете посылает своего помощника, молодого красавца Фрэнка (Винс Эдвардс) пригласить одну из артисток, молодую блондинку Джули (Клео Мур), к своему столику выпить по коктейлю. Более взрослая и опытная коллега Джули уговаривает её пойти на том основании, то Гас — богатый вдовец, владеющий автомастерской и автомобильной свалкой. Джули садится за стол Гаса, после чего он прилично напивается, обещая ей бесплатное обслуживание в своей мастерской. Когда Джули говорит, что у неё нет машины, Гас поручает Фрэнку, который работает у него механиком, найти на свалке какую-нибудь машину и привести её в рабочее состояние, чтобы Джули могла на ней ездить. В заключение вечера Гас шутливо делает ей предложение и заказывает артистам сыграть в их честь свадебный марш. Вскоре Джули появляется в автомастерской, сообщая Гасу, что её шоу скоро уезжает в другой город, а она решила уйти из шоу-бизнеса и остаться в этом городе. Она напоминает об обещании Гаса подобрать ей машину, и он отправляет её вместе с Фрэнком на свалку битых автомобилей. Не найдя ничего подходящего, Джули возвращается к Гасу, который обещает подобрать для неё какую-нибудь работу. Несмотря на постоянные утверждения, что он никогда больше не женится, уже вскоре Гас празднует свадьбу с Джули. После свадьбы Джули переезжает в дом Гаса, расположенный рядом с автомастерской. Однажды, обнимая мужа, Джули замечает у него на груди шрам. Гас просит молодую жену не ссориться постоянно с Фрэнком, который живёт с ними с одном доме и к которому Гас привык относиться как к родному сыну. Кроме того, Гас считает его отличным механиком, которого не хотел бы его потерять. На следующий день, когда Джули возвращается из города с покупками, Фрэнк наблюдает за ней, однако демонстративно не хочет помочь донести ей вещи. Несколько минут спустя он заходит в кабинет Гаса и неожиданно заявляет ему, что увольняется, намекая, что причиной увольнения является Джули. Однако он соглашается поработать до тех пор, пока Гас не подберёт ему замену. Однажды Джули видит, как Гас получает письмо из тюрьмы Сан-Квентин, при этом он неуклюже оправдывается, что оно касается одного старого знакомого. Оставшись один, Гас сжигает письмо в печи. Некоторое время спустя в гости к Гасу заходит его старый друг, гробовщик Мелвин (Пэт Голдин) с супругой, которые интересуются его старым домом на окраине, который Гас выставил на продажу. Однако Гас неожиданно заявляет, что дом не продаётся и он намерен в ближайшее время его отремонтировать.
Несколько дней спустя Гас направляется в местный бизнес-клуб, где его избирают президентом городской ассоциации предпринимателей. В его отсутствие Фрэнк на полную громкость включает в своей комнате музыку, что раздражает Джули. В конце концов, она не выдерживает и поднимается к Фрэнку, выключая магнитофон, однако Фрэнк включает его снова. После того, как это повторяется несколько раз, Джули даёт ему пощёчину, а Фрэнк с силой заключает её в свои объятия и целует, говоря, что влюблён в неё с первого дня их знакомства. Джули молча уходит. На следующее утро Гас страдает от головной боли после выпитого в клубе. Джули пытается поговорить с ним о Фрэнке, однако Гас отвечает, что отпустит его, дав возможность идти по жизни собственным путём. Днём, когда Джули возвращается из города, Фрэнк останавливает её перед домом, заявляя, что сходит от неё с ума. Джули, однако, напоминает ему, что она замужем, после чего уходит. Видя их в окно, Гас с удивлением подмечает, что Джули по-доброму общается с Фрэнком. Вскоре Фрэнк навещает местного нотариуса Фергюсона (Карл Миллетэр) по поводу своего завещания. В его отсутствие Фрэнк снова ловит Джули, заявляя ей, что хочет рассказать обо всём Гасу, в том числе и о том, что хочет её забрать. Джули просит его уехать, однако он настаивает на том, что любит её и не может уехать, после чего обнимает её, и они страстно целуют друг друга. На следующий день, работая в кабинете, Гас видит, как во дворе Фрэнк берёт Джули за руки, и они играют друг с другом. Гаса это сильно расстраивает, однако он старается не подавать виду. Когда в кабинет заходит Джули, Гас сообщает ей, что нашёл на место Фрэнка нового работника, и несмотря на робкие попытки Джули попросить оставить Фрэнка, Гас заявляет, что своего решения не изменит. Затем он сообщает о предстоящем увольнении Фрэнку, который напивается в местном баре, а затем ищет на свалке подходящую машину. На следующий день Гасу звонит Фергюсон, сообщая, что встретит кого-то на вокзале и в соответствии с их договорённостью отвезёт его в старый дом так, чтобы их никто не заметил. Гас просит Фергюсона напомнить этому человеку, чтобы он как можно скорее убирался из города. Затем в разговоре с Джули, Гас замечает, что в последние дни она очень подружилась с Фрэнком. Она передаёт Гасу просьбу Фрэнка остаться, однако тот считает, что будет лучше, если он уйдёт. Вечером Гас один отправляется в свой старый дом, где убирает вывеску о том, что дом выставлен на продажу. Утром во время завтрака Джули ревниво смотрит в окно, как во дворе Фрэнк флиртует с какой-то девушкой. Вечером, когда Гас уезжает вместе с Фергюсоном в старый дом, Фрэнк навещает Джули в её квартире, целуя её и обещая в ближайшее время сюрприз. Затем он уходит, и всю ночь собирает на свалке машину.
Некоторое время спустя Фергюсон звонит Гасу, сообщая, что он приехал, и обещает обо всём побеспокоиться. Они договариваются о встрече ночью в старом доме. В ту же ночь Фрэнк подъезжает к дверям Джули на машине, которую собрал из запчастей на свалке, и приглашает её покататься по городу. Фрэнк везёт её показать старый дом, на месте которого Гас решил построить новый. Около дома Фрэнк останавливается на пустыре и чего-то ждёт. Когда из дома выходит Гас, Фрэнк направляет на него машину, сбивая насмерть, после чего стремительно скрывается. Подъехав к дому, он высаживает истерически рыдающую Джули, после чего отправляется на свалку, где разбирает автомобиль на запчасти. Немного придя в себя, Джули пытается позвонить в полицию, однако Фрэнк не даёт ей набрать номер. Джули заявляет ему, что не причастна к убийству Гаса, так как не знала о планах Фрэнка, на что он отвечает, что убил Гаса ради неё. Кроме того, полиция ей не поверит, если она заявит о своей непричастности. Пообещав, что всё будет в порядке, Фрэнк заявляет, что теперь они сообщники и навсегда связаны друг с другом. Во время их разговора к Джули приезжает шериф (Роберт Кэссиди), и Фрэнк вынужден бежать через окно, чтобы их не застали вместе. Шериф сообщает, что около старого дома было обнаружено тело Гаса и просит проехать Джули на опознание. На похоронах Джули видит, как из кустов поблизости на неё смотрит живой Гас, после чего теряет сознание. Её словам, что она видела Гаса, естественно, никто не верит, списывая это на шоковое состояние. Вечером к Джули приезжает шериф, сообщая, что у него возникли подозрения в том, что её муж погиб не в результате случайного наезда, а был убит. В этой связи он расспрашивает Джули о том, кто знал и бывал в старом доме, и что там мог делать Гас. Кроме того, шерифа удивляет, что им не удалось перехватить машину, на которой был совершён наезд, хотя оцепление было выставлено очень быстро, и в принципе она не могла выехать за пределы города. Вечером, когда Джули напивается, она снова видит в окне лицо Гаса, однако Фрэнк обнимает её и успокаивает, что ей всё это просто кажется.
Вскоре Фергюсон приглашает Джули и Фрэнка к себе в кабинет на оглашение завещания Гаса, сообщая им, что будет присутствовать также Дэвид, брат-близнец Гаса, который последние семь лет провёл в тюрьме Сан-Квентин за подлог, и приехал в город как раз в день гибели брата. Фергюсон уверяет, что Дэвид — хороший человек, а Гас никому не рассказывал о нём, так как стыдился брата. Когда Фергюсон приглашает Дэвида в комнату, Джули и Фрэнк поражены его сходством с Гасом. Далее Фергюсон зачитывает завещание Гаса, согласно которому всё его имущество делится строго пополам между Джули и Дэвидом. Дэвид и Джули договариваются не продавать автомастерскую, которая приносит хороший доход, и на следующий день Дэвид занимает одну из комнат в доме, где живут Джули и Фрэнк. Джули и Фрэнк не могут отделаться от ощущения, что Гас и Дэвид — это один и тот же человек, а гробовщик, когда пришёл знакомиться с Дэвидом, испугался его схожести с братом и тут же ушёл. Однажды дома Дэвид начинает расспрашивать Джули о Гасе, в частности, интересуется, знал ли брат о её отношениях с Фрэнком. Затем Дэвид говорит, что не любил брата, который не помог ему в трудный момент, после чего заявляет, что у убийцы могли быть основания, чтобы расправиться с Гасом. Затем Дэвид неожиданно сообщает, что видел, как сбили брата, после чего уходит. Некоторое время спустя Фрэнк замечает, как Дэвид что-то ищет на свалке. Во время очередного разговора Джули говорит Фрэнку, что боится Дэвида, однако он целует и утешает её, обещая её защитить. Вскоре в город приезжает бродячий цирк, звездой которого является укротительница львов Миранда (Долорас Рид), мгновенно притягивающая к себе внимание мужчин города. Однажды в баре Миранда предлагает Фрэнку поработать в её программе со львами за приличную зарплату, а затем отправиться с ней на гастроли. Она приглашает его посмотреть её шоу и даёт время подумать.
После ещё одной ночи поисков на свалке Дэвид встречает Фрэнка, заявляя ему, что теперь знает, как убили Гаса, и почему полиция не может найти сбившую брата машину. По словам Дэвида, кто-то собрал старую машину, а после наезда снова её разобрал. Однако Дэвид не может понять, кто мог это сделать. По его мнению, мотив был у Джули, но она не механик. Когда вечером все трое собираются на кухне, Фрэнк прямо спрашивает у Дэвида, не собирается ли он их убрать. Однако тот отвечает, что не собирается этого делать, более того, всем доволен, так как получил от брата очень хорошее наследство. Видя, как Дэвид кормит рыбок в аквариуме, Джули не выдерживает и кричит, что Дэвид — это Гас, так как подобным образом кормил рыбок только он. Затем она обращается к Фрэнку со словами, что он убил не того брата. Она заявляет, что по некоторым характерным привычкам уже всё поняла, и обвиняет Дэвида в том, что он с помощью обмана пытается сломать её и Фрэнка. Дэвид заявляет, что не любит брата, который делал худшие вещи, чем он, и за семь лет, пока он сидел в тюрьме, не написал ему ни одного письма. Однако он благодарен брату за то, что тот всё-таки включил его в завещание, после чего уходит. На следующий день в автомастерскую заезжает Миранда, которая говорит Фрэнку, что послезавтра она цирком уезжает в Мексику, и у него остался последний шанс сделать выбор между ней и «блондинкой». Джули ревниво наблюдает за этой сценой. Вскоре Дэвид приходит вместе с Фергюсоном, предлагая всем отметить то обстоятельство, что нотариуса назначили его инспектором по надзору. Вечером за праздничным ужином Дэвид пытается напоить Джули и Фрэнка, который отказывается пить, видимо, всё ещё обдумывая предложение Миранды. Джули и Фергюсон сильно напиваются, и Дэвид усаживает нотариуса в кресло. Фрэнк пытается поймать Дэвида на обмане, однако тот ловко отвечает на все вопросы. В частности, Дэвид рассказывает, что не видел брата в течение 12 лет. Во время встречи в ночь убийства в старом доме, они сильно напились. Когда им не хватило выпивки, Гас послал его в ближайший магазин за добавкой, но в последний момент решил пойти сам, и его сбила машина, за рулём которой сидела женщина. Не выдержав напряжения, Джули кричит, что это ложь. Фрэнк пытается объяснить её слова тем, что она напилась, однако оказывается, что Фергюсон, который лишь выдаёт себя за пьяного, всё слышал. Дэвид на время выходит с нотариусом во двор, якобы подышать воздухом. Оставшись наедине, Джули обвиняет Фрэнка в том, что он сбежит в Мексику, а она пойдёт в газовую камеру, после чего заявляет, что хочет рассказать всю правду. Когда Дэвид возвращается, Джули прямо спрашивает, не Гас ли он. Дэвид отвечает, что это интересная мысль, однако отрицает это. В качестве решающего аргумента Джули просит Дэвида снять рубашку и показать, если у него на груди шрам, который был у Гаса. В этот момент в комнату входят нотариус вместе с шерифом, а Гас, сняв рубашку, показывает шрам на груди. Фрэнк пытается бежать, однако выясняется, что дом окружён людьми шерифа, которые легко ловят беглеца. Когда шериф задерживает и уводит Фрэнка и Джули, Гас обещает нанять ей хорошего адвоката. Вскоре появляется Миранда в поисках Фрэнка, однако не найдя его, предлагает Гасу билет на своё последнее шоу. Он говорит, что придёт с удовольствием, после чего обязательно пригласит Миранду в бар на несколько коктейлей, а затем и на ужин.

## В ролях
- Клео Мур — Джули Хилмер
- Гуго Гаас — Гас Хилмер/ Дэвид Хилмер
- Винс Эдвардс — Фрэнк
- Долорес Рид — Миранда
- Мара Ли — Анита
- Пэт Голдин — гробовщик
- Джон Заремба — доктор
- Роберт Кэссиди — шериф
- Карл Миллетэр — нотариус, адвокат

## Создатели фильма и исполнители главных ролей
Актёр и режиссёр Гуго Гаас после захвата Чехословакии нацистами эмигрировал сначала во Францию, а в начале 1940-х годов перебрался в США. На протяжении 1950-х годов Гаас поставил в Голливуде 14 низкобюджетных мелодрам и фильмов нуар, наиболее заметными среди которых были «Соблазнение» (1951), «Девушка на мосту» (1951), «Другая женщина» (1954), «Признание одной девушки» (1955) и «Остановите завтрашний день» (1955).
Клео Мур начала сниматься в кино в 1948 году, однако главные роли стала играть только в фильмах Гааса, начиная с 1952 года, когда снялась в его фильме «Странное увлечение», за которым последовали фильмы «Признание одной девушки» (1953) и «Жена твоего соседа» (1953). К моменту съёмок в «Наезде» Мур сыграла главную роль уже в шести фильмах Гааса. Это последний фильм Мур, после которого она окончательно ушла из кино. Мур умерла в 1973 году от сердечного приступа в возрасте 48 лет.
Винс Эдвардс в дальнейшем сыграет главные роли в таких значимых фильмах нуар, как «Убийство» (1956), «Убийство по контракту» (1958) и «Город страха» (1959), а позднее будет играть главную роль в успешном медицинском телесериале «Бен Кейси» (1961—1966).

## Оценка фильма критикой
Историк кино Сандра Бреннан оценила картину как «триллер с интересным сюжетным поворотом» в финале, а Деннис Шварц назвал её «хорошим фильмом нуар категории В с интересным сюжетным поворотом». По мнению критика, в данном случае «ходульная игра режиссёра, сценариста и исполнителя главной роли Гуго Гааса не вредит, а даже наоборот помогает картине».
Майкл Кини, назвал фильм «типичной для Гааса мешаниной», в которой «вялая роковая женщина, весёлый рогоносец и его только что освободившийся брат-близнец, а также грубый мачо-автомеханик вовлечены в бессодержательный и скучный сюжет с убийством. Добавьте к этому сексуальную укротительницу львов, и у вас готов ещё один бездарный фильм, написанный, спродюсированный и поставленный Гуго Гаасом (я не забыл упомянуть, что он ещё и главную роль сыграл?)». По мнению Кини, «фильм стоит посмотреть только для смеха». Артур Лайонс отмечает, что в этой картине «Гаас выдаёт ещё одну отвратительную игру» в роли «богатого старика, которому принадлежит автостанция и автосвалка». Он женится на «молодой и сладострастной Мур (Мур была любимой звездой Гааса, вероятно, потому, что её актёрские способности равнялись его собственным; вместе они сделали семь фильмов)». Мур влюбляется в молодого и сексуального работника Фрэнка (Эдвардс), вместе с которым вынашивает план убийства старика, сбивая его автомобилем. В итоге всё наследство достаётся вышедшему из заключения брату-близнецу старика, однако «в финале в духе О.Генри, выясняется, что убитым оказался бывший заключённый, а оставшимся в живых — муж». Как в заключение с иронией пишет Лайонс, «Гаас, естественно, вынужден был сыграть обоих близнецов, чем удвоил страдания зрителей».
С другой стороны, в рецензии журнала «Голливуд Репортер», в частности, говорилось следующее: «Вы можете критиковать всё, что делает Гуго Гаас, но следует проявить и определённое уважение к его работе, потому что часто именно такие целеустремлённые и широко одарённые личности, как он, держат на своих плечах шоу-бизнес в то время, как другие отходят в сторону и думают только о своих прибылях. „Наезд“ — это не самая великая картина, но, по имеющейся информации, она была сделана за фантастически малые деньги, и с теми артистами, которых смог собрать Гаас, она, наверняка, хорошо подойдёт для того, ради чего была создана — для сдвоенных киносеансов».